# HTC Desire HD
HTC Desire HD — смартфон, розроблений компанією HTC Corporation, анонсований 15 вересня 2010 року. Компанія позиціонувала цей смартфон як топовий 2010 року. Є наступником моделі HTC Desire та попередником HTC Sensation.

## Критика
Загалом, HTC Desire HD отримав позитивні відгуки. Британський ресурс CNET UK поставив йому 4.5/5. Американський Engadget поставив 7/10, проте розкритикував досить короткий час роботи батареї та якість збірки самої моделі

## Регіональні варіації
США
У Сполучених Штатах мобільний оператор Verizon Wireless випустив LTE-версію, HTC ThunderBolt, а AT&T Mobility випустила модель HTC Inspire 4G, один із перших смартфонів для мереж HSPA+.

## Відео
- HTC Desire HD A9191/A9192 - Офіційне відео виробника [Архівовано 10 жовтня 2016 у Wayback Machine.] (англ.)
- Смартфон HTC Desire HD (рос.)
- HTC Desire HD. Повернення Короля (рос.)